# Pongidae
Pongidae este denumirea unui fost taxon de primate, în rang de familie, care cuprindea cimpanzei, gorile și urangutani (separat de oameni). În prezent, această denumire nu este folosită, iar familia a fost abolită. Toate speciile, care, anterior, erau incluse în pongide, au fost transferate sau comasate cu familia Hominidae, alături de omul modern.

## Clasificare
Conform datelor filogeniei cladistice, familia Pongidae reprezenta un taxon parafiletic. În taxonomia actuală, în cadrul familiei Hominidae se evidențiază subfamilia Ponginae, alcătuită din speciile de urangutani, care s-au separat de restul hominidelor (gorile, cimpanzei, om) cu 19,3-15,7 milioane de ani în urmă. Relațiile filogenetice dintre genurile actuale, din cadrul fostei familii Pongidae, sunt prezentate în cladograma de mai jos:
|  | \| \| Pan \| \| \| \| \| \| Homo \| \| \| \| |
|  |                                              |
|  | Pan                                          |
|  |                                              |
|  | Homo                                         |
|  |                                              |

|  | Pan  |
|  |      |
|  | Homo |
|  |      |

|  | \| \| Pan \| \| \| \| \| \| Homo \| \| \| \| |
|  |                                              |
|  | Pan                                          |
|  |                                              |
|  | Homo                                         |
|  |                                              |

|  | Pan  |
|  |      |
|  | Homo |
|  |      |

|  | \| \| Pan \| \| \| \| \| \| Homo \| \| \| \| |
|  |                                              |
|  | Pan                                          |
|  |                                              |
|  | Homo                                         |
|  |                                              |

|  | Pan  |
|  |      |
|  | Homo |
|  |      |

|  | \| \| Pan \| \| \| \| \| \| Homo \| \| \| \| |
|  |                                              |
|  | Pan                                          |
|  |                                              |
|  | Homo                                         |
|  |                                              |

|  | Pan  |
|  |      |
|  | Homo |
|  |      |